# ヘリング小体
ヘリング小体（ヘリングしょうたい、英: Herring body, neurosecretory body）は、脳下垂体後葉に見られる構造である。視床下部からの神経繊維の末端となっており、ホルモンが一時的に貯蔵される。また、神経分泌の末端となっている。
バソプレッシンとオキシトシンはどちらもヘリング小体に貯蔵されるが、両者が同時に同じ小体に貯蔵されることはない。
さらに、各ヘリング小体にはアデノシン三リン酸とニューロフィジンが含まれる。ニューロフィジンにはニューロフィジンIとニューロフィジンIIの2つの種類が存在し、それぞれオキシトシンとバソプレッシンを結合する。ニューロフィジンとそのホルモンは単一のタンパク質と見なすことのできる複合体を形成し、脳下垂体後葉に貯蔵される。視床下部による刺激で、分泌顆粒はホルモンを血流中に放出する。視索上核からの神経繊維はバソプレッシン、室傍核からの神経繊維はオキシトシンの放出に関わっている。
解剖学的な構造は、1908年にPercy Theodore Herringによって初めて記載された。